# Windy Gully
Die Windy Gully (englisch für Windrinne) ist ein vereistes Tal zwischen dem New Mountain und dem Terra Cotta Mountain an der Südseite des Taylor-Gletschers im antarktischen Viktorialand. 
Benannt wurde sie von den Mitgliedern der Westgruppe der Terra-Nova-Expedition (1910–1913) wegen der dort vorherrschenden starken Winde.